# Maurine Dallas Watkins
Maurine Dallas Watkins (née le 27 juillet 1896 et morte le 10 août 1969) est une journaliste et dramaturge américaine.

## Biographie
Maurine Dallas Watkins est née à Louisville, au Kentucky et a participé à Crawfordsville High School, après être passée par plusieurs universités, dont Hamilton College, Université de Transylvanie, et Radcliffe College. Après le collège, elle a pris un emploi de journaliste au Chicago Tribune à Chicago (Illinois).

## Filmographie sélective
- 1927 : Chicago
- 1930 : Up the River
- 1931 : Doctors' Wives
- 1932 : Play Girl
- 1932 : The Strange Love of Molly Louvain
- 1932 : Un mauvais garçon (No Man of Her Own)
- 1933 : Child of Manhattan
- 1933 : Hello, Sister! (non crédité)
- 1933 : La Déchéance de miss Drake (The Story of Temple Drake) (non crédité)
- 1933 : Professional Sweetheart
- 1934 : L’École de la beauté (Search for beauty) de Erle C. Kenton
- 1934 : Strictly Dynamite (histoire)
- 1934 : Une méchante femme (A Wicked Woman) de Charles Brabin (dialogue)
- 1936 : Libeled Lady
- 1938 : Up the River (histoire)
- 1940 : I Love You Again (histoire)
- 1942 : Roxie Hart
- 1946 : Ève éternelle (Easy to Wed)
- 2002 : Chicago (Comédie musicale)